# إرنست باسكيير
إرنست باسكيير (بالفرنسية: Ernest Pasquier)‏ (و. 1849 – 1926 م) هو عالم فلك من بلجيكا. 
توفي في لوفان، عن عمر يناهز 77 عاماً.